# Analema

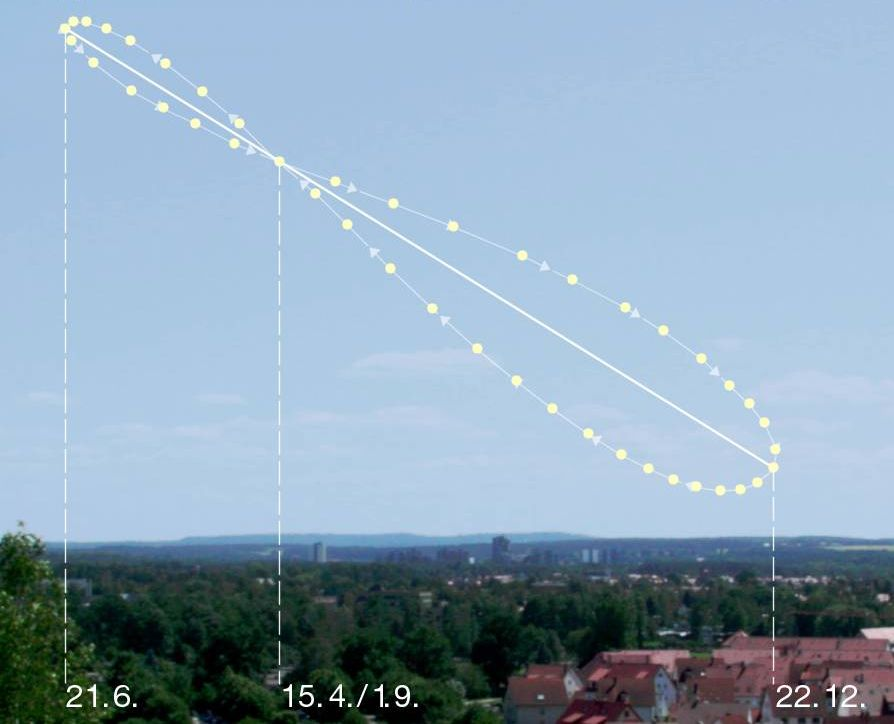
Ejemplo de analema solar, mostrando la curva en forma de «ocho» tumbado, para un observador en el hemisferio norte.

En astronomía, el analema (del griego ἀνάλημμα «pedestal de un reloj de sol») es la curva que describe el  Sol en el cielo si se observa desde el mismo lugar, a la misma hora del día (huso horario), todos los días del año. El analema forma una curva que suele ser, aproximadamente, una forma de ocho (8) o lemniscata. Pueden observarse analemas en otros planetas del Sistema Solar, pero poseen una forma diferente al observado en la Tierra, pudiendo llegar a ser curvas diferentes de un ocho (en Marte es muy similar a una gota de agua), aunque poseen como característica común ser siempre cerradas. El componente axial del analema muestra la declinación del Sol mientras que la componente transversal ofrece información acerca de la ecuación del tiempo (que es la diferencia entre el tiempo solar aparente y el tiempo solar medio). A veces, se dibuja en los globos terráqueos.

## Observación de analemas

### Astrofotografía
Es posible obtener un analema poniendo una cámara fotográfica fija (mediante un trípode) apuntando a una posición dada en el cielo (a ser posible un punto de la eclíptica) y cuando pase el Sol por el centro sacar una foto; tras 24 horas se repite la operación, sobreimprimiendo la foto del día anterior, y se repite el procedimiento para cada día del año. De esta forma, se obtiene una foto con una especie de 8 que representa un analema. Los analemas son un sujeto importante de la astrofotografía. Una imagen que incluye un eclipse total de sol en una de sus imágenes se denomina tutulema.

### Proyección gnomónica

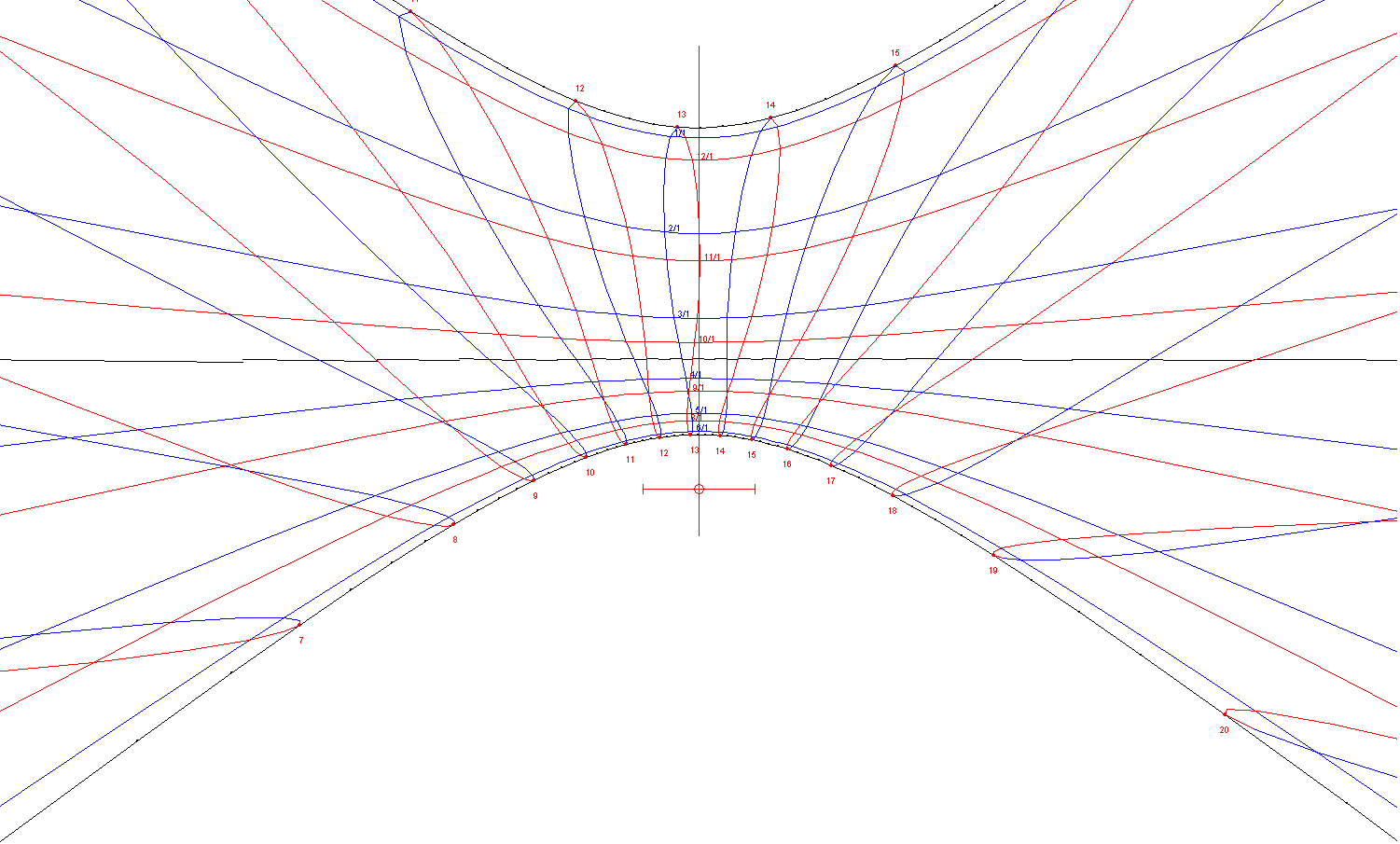
Ejemplo de diseño de reloj con el trazado del sistema de husos horarios; se puede ver cómo cada una de las horas representa un analema.

Otra forma más sencilla es empleando una vara o estaca clavada en el suelo, sobre una superficie con la que se pueda hacer marcas estables a lo largo de un intervalo de tiempo de un año. La estaca tendrá una cierta altura h y su extremo arrojará una sombra que acaba en un extremo; si se toma a una cierta hora la posición de la sombra, y se repite cada 24 horas la misma operación, se obtendrá la proyección gnomónica del analema para ese instante. Esta proyección permite crear un tipo de relojes solares denominado reloj solar de tiempo civil, donde las líneas rectas de la escala se convierten en «ochos» para cada hora de los husos horarios.

### Proyección estereográfica
Una variante de esta forma de representar un analema es representándola en el cristal de una ventana (por ejemplo), fijado un punto de observación marcar cada 24 horas la posición del Sol vista desde el punto de observación ya prefijado el primer día y repetir la operación cada 24 horas. El resultado es una analema proyectada estereográficamente sobre la ventana.

## Etimología
La palabra «analemma» procede del griego para indicar el pedestal de un reloj de sol, y proviene del verbo griego «analambanein», que significa «llevar, reanudar, reparar». El analema es el pedestal que soporta al reloj de sol. Antiguamente la palabra «analema» aparece en ciertos tratados de gnomónica relacionada con la forma especial de construir un reloj de sol, abatiendo las circunferencias notables de tal forma que se tiene una proyección ortográfica sobre el plano del reloj. Para los antiguos (hasta bien entrado el siglo XVIII) la palabra analema significaba el procedimiento de construcción geométrica de relojes de sol; este método fue demostrado geométricamente y revisado completamente por el matemático alemán Christoph Clavius, 1537-1612, Posteriormente este concepto fue cambiando a lo largo de la historia hasta el concepto con el que se entiende hoy en día.

## Historia

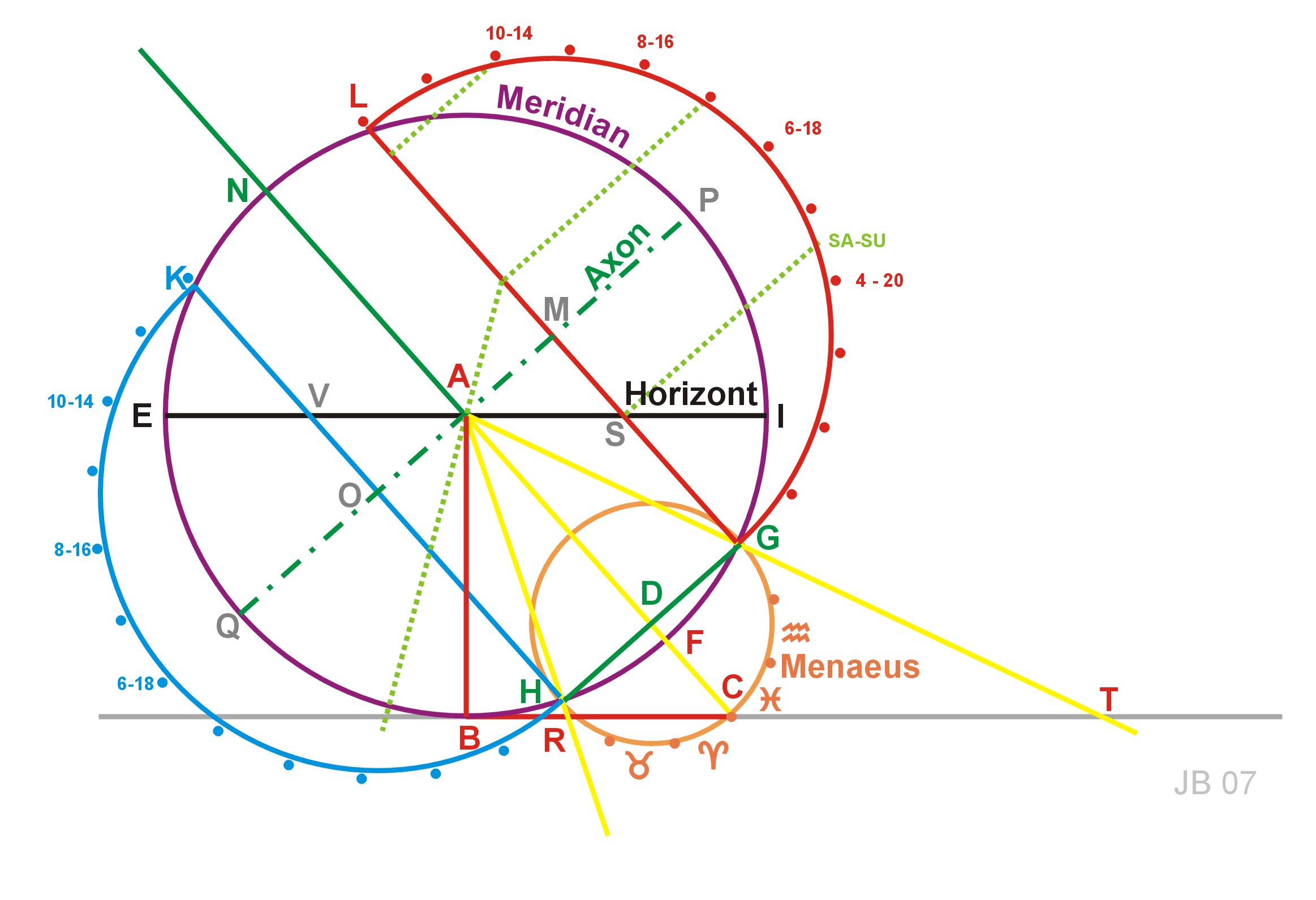
Analema de Vitrubio, tal y como lo describe en el Libro IX de su «Re architectura».

Ya en la Edad Media la necesidad de determinar el instante del equinoccio para determinar los primeros analemas, que se calcularon por Paolo del Pozzo Toscanelli en el año 1475, se empleó el diseño de una de las primeras meridianas capaces de proporcionar con gran precisión no solo el evento del mediodía, sino también la época del año. Esta meridiana fue construida en la catedral de Santa María del Fiore, Florencia, Italia. La meridiana se construyó sobre el suelo en forma de una tira de mármol de gran longitud y en una pared meridional se practicó un agujero que permitiera pasar un 'punto' luminoso sobre la tira de mármol indicando en una escala la fecha del año. El método de construcción de estas meridianas fue mediante un procedimiento geométrico antiguo denominado «analema».
Los avances mecánicos del siglo XVIII hicieron que los relojes mecánicos fueran cada vez más precisos, y con la llegada de los relojes de péndulo fue posible medir minutos de tiempo con gran precisión. En este instante se empezó a percibir la diferencia entre la hora solar (medida por los relojes solares) y el huso horario (medida por las regulares maquinarias de los relojes mecánicos), la que está dada por la ecuación de tiempo. Es posible que fuera por esta fecha cuando la palabra analema se fuera confundiendo poco a poco del procedimiento de la gnomónica a la representación en el espacio de la figura.

## Características
Tres parámetros orbitales afectan la forma y el tamaño del analema: la oblicuidad (23.45°), la excentricidad, y el ángulo del equinoccio con respecto del periápside.